# 両川村 (新潟県)
両川村（りょうかわむら）は、かつて新潟県中蒲原郡にあった村。1957年5月3日の新潟市への編入合併によって消滅し、現在は新潟市の政令指定都市移行により江南区の一部となっている。
以下の記述は合併直前当時の旧両川村に関しての記述であり、現在では名称等が異なる場合がある。なお、ここに記述されていない内容に関しては新潟市などの記事を参照。

## 概要
1901年（明治34年）の合併によって発足した村。村名は、小阿賀野川と信濃川が村の区域内で合流することから名付けられた。当初は「ふたがわ」と読んだ。

## 歴史
- 1875年（明治8年）11月25日 - 下和田村と庚村が合併し、和田村が発足。
- 1877年（明治10年）3月15日 - 嘉瀬村が中谷地村と合併する。
- 1889年（明治22年）4月1日 - 町村制施行にともなう合併により、和舞村が発足。

| 和舞村 | 舞潟村、平賀村、和田村、花ノ牧村、上和田村 |

- 1901年（明治34年）11月1日 - 割野村、酒屋村、嘉瀬村、和舞村が合併し両川村となる。
- 1957年（昭和32年）5月3日 - 新潟市へ編入。（両川村消滅）

## 教育
両川村域には大学・高等学校の本校舎が置かれたことはないが、かつて新潟県立新潟南高等学校が1975年度まで分校舎を置いていたことがある。

### 小学校
- 両川村立酒屋小学校（現・新潟市立酒屋小学校）
- 両川村立割野小学校（現・新潟市立割野小学校）

両川地区内の少子化に伴って両小学校区を統合し、2010年春に新潟市立両川小学校が発足した。

### 中学校
- 両川村立両川中学校（現・新潟市立両川中学校）